# Нишапурское ханство
Нишапурское ханство (перс. خانات نیشابور‎) — феодальное государство, существовавшее в Иране с 1747 по 1798 год. Столица — г. Нишапур.

## История

### Ранняя история
Во времена Сефевидов (1502—1722) Нишапур входил в состав Хорасанского беглербегства. Он был передан в наследственное владение кызылбашскому племени байят, вместе с которым там жили курды и кераи.
Старшая ветвь племени байят расселилась в Хорасане еще в XVI в.; её главы были наследственными хакимами Нишапура. Шах Аббас I освободил племя байят от податей.
До 1591 г. хакимом Нишапура был Махмуд-султан Баят. Его убил Абдалмумин-хан — сын Абдулла-хана из узбекской династии Шейбанидов. Шах Аббас I отвоевал Нишапур в 1597 г. и передал его в управление Мирзе-Мухаммед-султану, брату Махмуд-султана, правителю Сабзевара.
После него с 1603 г. хакимом Нишапура был его сын Байрам-Али-султан.
В 1617 г. земли баятов разграбил Назар-Тугай — узбек, полководец Имамкули-хана, правителя Бухарского ханства из узбекской династии джанидов — Аштарханидов.
При Надир-шахе правителем Нишапура был назначен Фатх Али-хан, тоже из Баятов.
В 1732—1738 гг. Надир-шах переселил в Хорасан две тысячи Баятов, проживавших до этого под Каркуком (в районе Багдада, Ирак).
В 1740 г. Надир-шах казнил 7 высших сановников, намеревавшихся его убить и посадить на престол его сына — Риза-Кули. В числе казненных был и Рахман-Кули-Султан — баят, занимавшийся сбором причитавшегося в казну урожая.

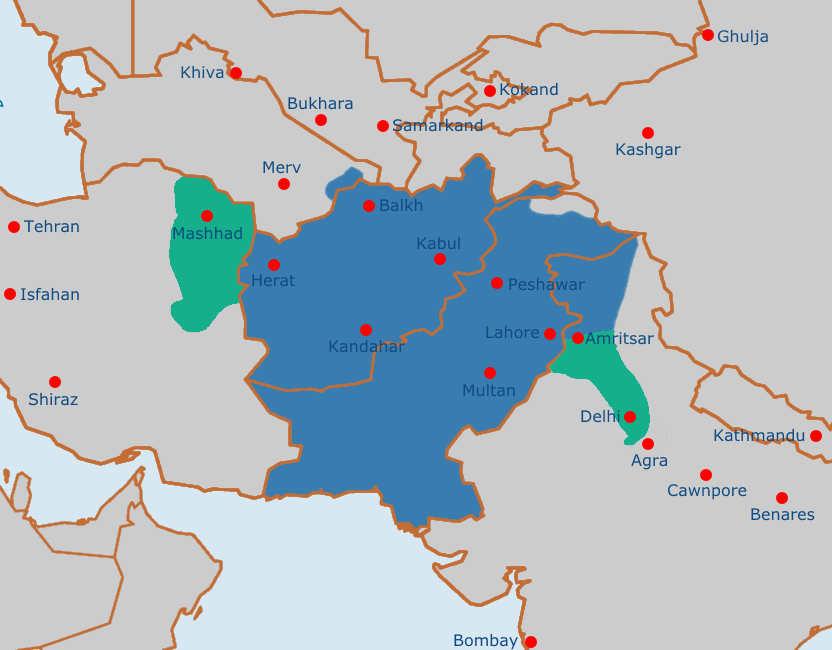
Нишапурское ханство на карте Дурранийской державы

В 1747 г., в год убийства Надир-шаха, у баятов среднего течения Аму-Дарьи правителем был Джафар-хан, а после него — Аббас-Кули-хан Гасан-хан оглу Баят.

### Образование Нишапурского ханства
Нишапурское ханство было основано в 1747 году Аббас-Кули-ханом Байатом, главой племени Байат, в результате распада государства Надир-шаха.
В 1750/1751 году Нишапур был разрушен Ахмад-шахом Дуррани. Он взял город после шестимесячной осады и отдал Аббас-Кули-хану, который принял меры к его восстановлению.
Ахмад-шах вторгся в Нишапурское ханство во второй раз 1751/1752 году.
При сыне Аббаса-Кули-хана Джафар-хане (1779—1798) началось возвышение ханства.
В конце 1798 года Нишапур перешёл под власть Каджаров.

## Нишапурское ханы
- Аббас-Кули-хан Байат, (1747—1779)
- Джафар-хан Байат, (1779—1798)

## Основные источники
- http://turkmenhistory.narod.ru/bayat.html
- Анвар Чингизоглы, Нишапурское ханство, Баку, «Мутарджим», 2015, 233 ст.
- Анвар Чингизоглы, От Афшаридов до Каджаров территориальные ханства, Баку, «Мутарджим», 2015, 288 ст. ISBN 978-9952-28-223-8.